# Олигосахариды грудного молока
Олигосахариды грудного молока (ОГМ) (англ. Human milk oligosaccharides (OHM)) — сложные углеводы, содержащиеся в грудном молоке.

## История открытия
В 1886 году врач и микробиолог Теодор Эшерих впервые обнаружил взаимосвязь между физиологией пищеварения у детей и деятельностью кишечных бактерий. В 1900 г. его бывший студент Эрнст Моро) описал различия бактериальной композиции стула у младенцев на грудном и искусственном вскармливании (ИВ). Они не смогли выделить компонент, определяющий состав кишечной микробиоты (КМБ).
В конце XIX века Жорж Денижес (Georges Denigès) обнаружил, что, помимо лактозы, женское молоко, в отличие от коровьего, содержит неизвестную фракцию углеводов. В 1929–1933 гг., Майкл Полоновски (Michel Polonowski) и Альберт Леспагнол (Albert Lespagnol) изобрели методику, которая позволила выделить компоненты этой фракции, названной ими «gynolactose». В 1954 г. ученые совместно с Жаном Монтрей (Jean Montreuil) при помощи хроматографии выделили из этой фракции первые олигосахариды (2-фукозиллактозу и 3-фукозиллактозу). Структура остальных олигосахаридов грудного молока и их потенциальные функции были не изучена. В 1926 г. Герберт Шонфельд выдвинул теорию о том, что ГМ содержит фактор роста для Lactobacillus bifidus (позднее этот штамм отнесен к Bifidobacterium bifidus). Природа «бифидус-фактора» была неизвестна в то время, сам Шонфельд предполагал, что это может быть какой-либо витамин. Ричард Кун и Пол Гьерджи, вдохновленные работами Э. Моро о микробиоте и М. Полоновски о фракции «gynolactose», смогли доказать, что «бифидус-фактор» ГМ состоит из олигосахаридов, содержащих N-ацетилглюкозамин. В последующие годы как группой Ричарда Куна, так и группой Жана Монтрея были идентифицированы и описаны еще десятки отдельных ОГМ. Но дальнейшая расшифровка фракции ОГМ стала возможной с внедрением новых методов исследования. Хайнц Эгг (Heinz Egge), один из учеников Ричарда Куна, внедрил метод масс-спектрометрии, который отличался от предшествующих методик большей чувствительностью и надежностью. Это позволило описать и дать характеристику большему количеству ОГМ и установить данный метод основным для картирования и секвенирования ОГМ.

## Структура олигосахаридов грудного молока
Углеводы в грудном молоке состоят из лактозы и олигосахаридов грудного молока. ОГМ (кроме лактозы) не перевариваются и не имеют питательной функции. Олигосахариды — третий компонент грудного молока после лактозы и жиров. Ее содержание варьируется от 20–25 г/л в молозиве до 10–15 г/л в зрелом молоке. Применение новых методов, объединяющих использование жидкостной хроматографии и масс-спектрометрии высокого разрешения, позволило выявить примерно 200 уникальных структур олигосахаридов, в которые входит от 3 до 22 сахаров.
Основу ОГМ составляют 5 моносахаров: глюкоза (Glc), галактоза (Gal), N-aцетил-глюкозамин (GlcNAc), фукоза (Fuc), сиаловая кислота (Sia) (N-ацетил-нейраминовая кислота (Neu5Ac)). С помощью фермента гликозилтрансферазы отдельные моносахариды добавляются к молекуле лактозы, образуя углеводные цепи различной длины и разной степени разветвлённости.
В настоящее время расшифрована структура около 200 олигосахаридов, но их реальное количество может исчисляться тысячами. В среднем, в молоке каждой женщины содержится от 10 до 15 ОГМ.
Все ОГМ делят на три группы по их химической структуре: нейтральные фуколизированные (например, 2-FL), нейтральные нефуколизированные (например, лакто-N-неотетраоза (LNnT)), кислые сиализированные (например, 3-SL). Таким образом, нейтральные олигосахариды грудного молока составляют около 75 % от всех олигосахаридов. Несмотря на большое разнообразие, 80 % всех ОГМ представлены 12 наиболее часто встречающимися олигосахаридами. Среди них 2-FL является наиболее распространенным, его доля составляет около 30 %. LNnT входит в десятку наиболее распространенных и составляет 2–3 % от всех ОГМ.

## Функции олигосахаридов грудного молока
Эффект ОГМ на организм ребенка заключается в том, что они способствуют становлению нормальной микробиоты кишечника, уменьшают вероятность заражения инфекциями и отвечают за формирование иммунитета. Ученым удалось выявить, что от 70 % до 80 % иммуномодулирующих клеток младенца находится именно в его кишечнике. В составе материнского молока олигосахариды грудного молока попадают в кишечник малыша, где осуществляют свои основные функции.
1. ОГМ являются первыми натуральными пребиотиками для ребенка. Только определенные полезные бактерии могут использовать ОГМ в качестве питания, получая преимущества для роста. Разные олигосахариды используются в качестве источника питания разными бактериями, таким образом ОГМ способствуют становлению нормальной микробиоты кишечника.
2. ОГМ блокируют патогены. Микробы, чтобы вызвать заболевание, должны прикрепиться к клетке нашего организма. Некоторые ОГМ выступают в роли «ловушек» для патогенов. Благодаря тому, что существуют разные типы олигосахаридов, они способны „улавливать“ разные бактерии. Микроб прикрепляется не к клетке организма, а к ОГМ, и не может вызвать заболевание.
3. ОГМ могут обучать обычные клетки, делая их устойчивыми к инфекционным агентам. Они помогают правильному развитию иммунитета, взаимодействуя с клетками, участвующими в формировании иммунной защиты организма ребенка. Они также обучают клетки иммунной системы, управляя созреванием иммунитета, что приводит к снижению инфекционной заболеваемости[2][3].

## Индустриализация
Сложность строения, вариабельность состава и структурное разнообразие не позволяют на сегодняшний день полностью воспроизвести состав ОГМ в детских молочных смесях. На сегодняшний день возможно индустриализовать только некоторые олигосахариды структурно полностью идентичные тем, что содержатся в грудном молоке.
Первым олигосахаридом, который удалось создать и изучить ученым, была 2’-фукозилактоза (2’FL) — самый распространенный олигосахарид грудного молока. На него приходится более 30 % общего содержания олигосахаридов. Второй прорыв — воссоздание еще одного олигосахарида лакто-N-неотетраозы (LNnT), которая, входит в десятку самых распространенных по представленности олигосахаридов грудного молока. Оба олигосахарида 2FL и LNnT составляют около 33 % от общего количества олигосахаридов грудного молока.
Клинические исследования показали, что использование 2FL и LNnT в питании детей улучшает состав кишечной микробиоты, значимо снижает частоту заболеваемости бронхитом, а также применения антибиотиков и жаропонижающих препаратов. На основе проведенных исследований происходит совершенствование состава смесей для детей на искусственном вскармливании. Это обеспечивает формирование здоровья ребенка в условиях отсутствия грудного молока.